# Кобилін-Божими (гміна)
Гміна Кобилін-Божими (пол. Gmina Kobylin-Borzymy) — сільська гміна у східній Польщі. Належить до Високомазовецького повіту Підляського воєводства.
Станом на 31 грудня 2011 у гміні проживало 3475 осіб.

## Територія
Згідно з даними за 2007 рік площа гміни становила 119.60 км², у тому числі:
- орні землі: 74.00%
- ліси: 19.00%

Таким чином, площа гміни становить 9.33% площі повіту.

## Населення
Станом на 31 грудня 2011:
| Опис     | Загалом | Загалом | Чоловіки | Чоловіки | Жінки | Жінки |
| -------- | ------- | ------- | -------- | -------- | ----- | ----- |
| одиниця  | осіб    | %       | осіб     | %        | осіб  | %     |
| все      | 3475    | 100     | 1800     | 51.80    | 1675  | 48.20 |
| міське   | 0       | 100     | 0        |          | 0     |       |
| сільське | 3475    | 100     | 1800     | 51.80    | 1675  | 48.20 |

## Сусідні гміни
Гміна Кобилін-Божими межує з такими гмінами: Завади, Кулеше-Косьцельне, Руткі, Соколи, Тикоцин, Хорощ.